# James Hill (calciatore 2002)
James Clayton Hill (Bristol, 10 gennaio 2002) è un calciatore inglese, difensore del Bournemouth.

## Biografia
È figlio dell'ex calciatore Matt Hill.

## Caratteristiche tecniche
È un difensore centrale.

## Carriera

### Club
Hill è cresciuto nel settore giovanile del Fleetwood Town con cui ha firmato il primo contratto professionistico nel febbraio del 2019. Ha debuttato il 19 aprile seguente nell'incontro di Football League One pareggiato 1-1 contro il Peterborough Utd ed il 25 settembre 2021 ha segnato il suo primo gol nel pareggio per 2-2 contro il Cambridge Utd.
Il 5 gennaio 2022 è stato ceduto a titolo definitivo al Bournemouth in seconda divisione. Ha debuttato tre settimane più tardi nell'incontro di Football League Championship vinto 1-0 contro il Barnsley. Centrata la promozione in Premier League al termine della stagione, in quella successiva ha trovato poco spazio e nel mercato invernale è stato ceduto in prestito agli Hearts.
Rientrato al Bournemouth ha debuttato in Premier League il 12 agosto giocando l'ultimo quarto d'ora dell'incontro pareggiato 1-1 contro il West Ham Utd. Pochi giorni dopo è stato prestato al Blackburn fino al termine della stagione. Il 10 gennaio 2024 è stato tuttavia richiamato ed inserito nel gruppo della prima squadra la seconda parte del campionato.

### Nazionale
Ha giocato nelle nazionali giovanili inglesi Under-20 ed Under-21.

## Statistiche

### Presenze e reti nei club
Statistiche aggiornate al 28 aprile 2024.
| Stagione        | Squadra         | Campionato      | Campionato | Campionato | Coppe nazionali | Coppe nazionali | Coppe nazionali | Coppe continentali | Coppe continentali | Coppe continentali | Altre coppe | Altre coppe | Altre coppe | Totale | Totale | Totale |
| Stagione        | Squadra         | Comp            | Pres       | Reti       | Comp            | Pres            | Reti            | Comp               | Pres               | Reti               | Comp        | Pres        | Reti        | Pres   | Reti   |        |
| --------------- | --------------- | --------------- | ---------- | ---------- | --------------- | --------------- | --------------- | ------------------ | ------------------ | ------------------ | ----------- | ----------- | ----------- | ------ | ------ | ------ |
| 2018-2019       | Fleetwood Town  | FL1             | 2          | 0          | FACup+CdL       | 0+1             | 0               | -                  | -                  | -                  | FLT         | 0           | 0           | 3      | 0      |        |
| 2019-2020       | Fleetwood Town  | FL1             | 0          | 0          | FACup+CdL       | 0               | 0               | -                  | -                  | -                  | FLT         | 0           | 0           | 0      | 0      |        |
| 2020-2021       | Fleetwood Town  | FL1             | 28         | 0          | FACup+CdL       | 0+3             | 0               | -                  | -                  | -                  | FLT         | 4           | 0           | 35     | 0      |        |
| 2021-gen. 2022  | Fleetwood Town  | FL1             | 13         | 1          | FACup+CdL       | 0+1             | 0               | -                  | -                  | -                  | FLT         | 1           | 0           | 15     | 1      |        |
| gen.-giu. 2022  | Bournemouth     | FLC             | 1          | 0          | FACup+CdL       | 0               | 0               | -                  | -                  | -                  | -           | -           | -           | 1      | 0      |        |
| 2022-gen. 2023  | Bournemouth     | PL              | 0          | 0          | FACup+CdL       | 0+2             | 0               | -                  | -                  | -                  | -           | -           | -           | 2      | 0      |        |
| gen.-giu. 2023  | Hearts          | SP              | 14         | 0          | CS+CdL          | 3+0             | 0               | -                  | -                  | -                  | -           | -           | -           | 17     | 0      |        |
| ago. 2023       | Bournemouth     | PL              | 1          | 0          | FACup+CdL       | 0               | 0               | -                  | -                  | -                  | -           | -           | -           | 1      | 0      |        |
| 2023-gen. 2024  | Blackburn       | FLC             | 18         | 1          | FACup+CdL       | 0+2             | 0               | -                  | -                  | -                  | -           | -           | -           | 20     | 1      |        |
| gen.-giu. 2024  | Bournemouth     | PL              | 5          | 0          | FACup+CdL       | 1+0             | 0               | -                  | -                  | -                  | -           | -           | -           | 6      | 0      |        |
| Totale carriera | Totale carriera | Totale carriera | 82         | 2          |                 | 12              | 0               |                    | -                  | -                  |             | 5           | 0           | 99     | 2      |        |